# Montesegale

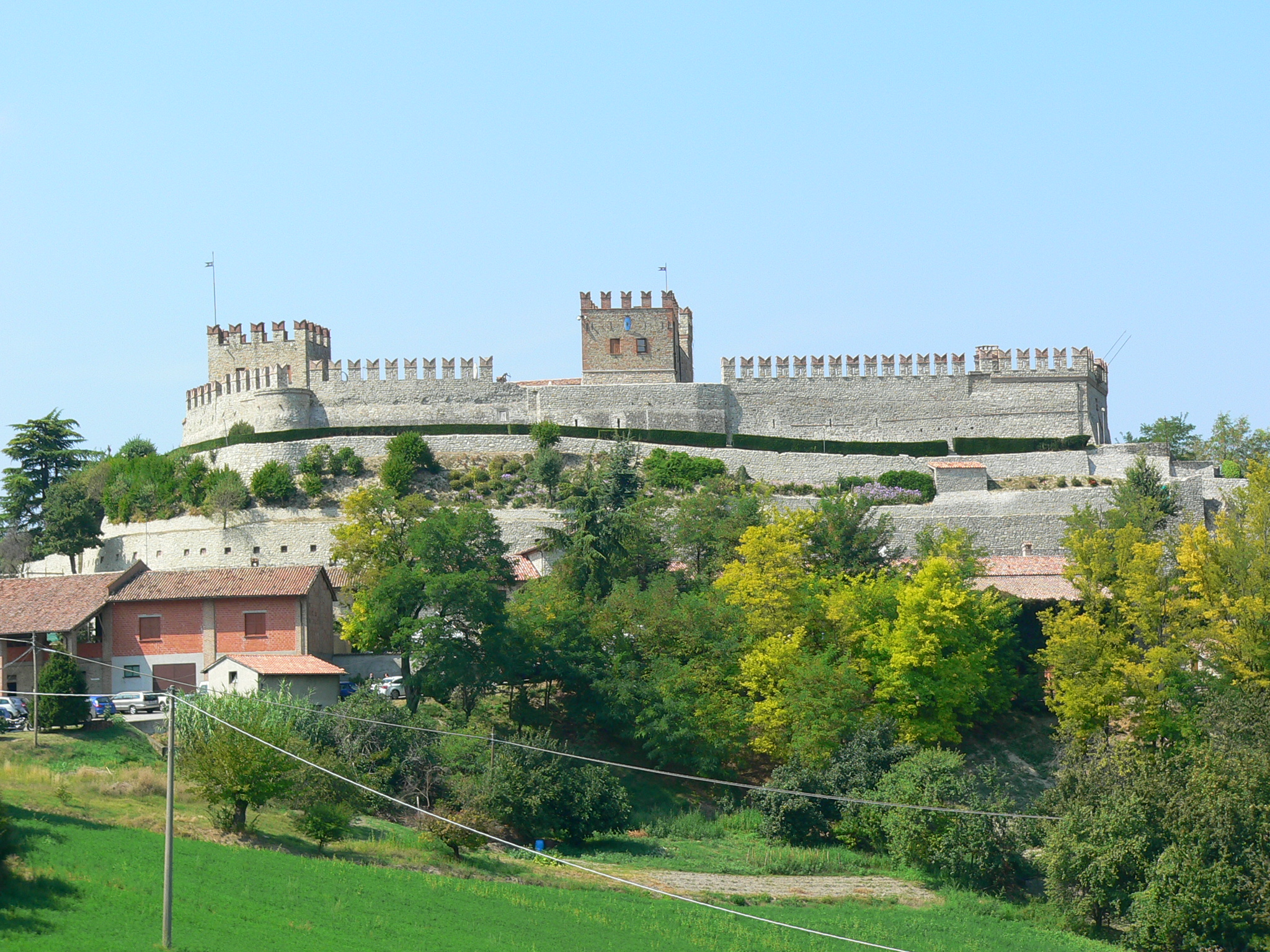
Die Burg von Montesegale

Montesegale ist eine Gemeinde (comune) in der Provinz Pavia mit 251 Einwohnern (Stand 31. Dezember 2023) in der südwestlichen Lombardei im Norden Italiens. Die Gemeinde liegt etwa 31,5 Kilometer südlich von Pavia in der Oltrepò Pavese und gehört zur Comunità Montana Oltrepò Pavese.

## Gemeindepartnerschaft
Montesegale unterhält eine Partnerschaft mit der französischen Gemeinde Valbelle im Département Alpes-de-Haute-Provence.